# Kerria fici
Kerria fici (лат.) — вид полужесткокрылых насекомых-кокцид рода Kerria из семейства лаковых червецов Kerriidae.

## Распространение
Южная и Юго-Восточная Азия: Китай, Индия, Пакистан, Таиланд.

## Описание
Мелкие лаковые червецы (длина около 2 мм). Брахиальная трубка длиной 170—340 мкм; передние дыхальца длиной 130—180 мкм. Брахиальный кратер расположен в центре пластины, а не у края; ямки крупные и отчётливые; край кратера закрыт. Диаметр брахиальной пластинки равен или больше длины супраанальной пластинки. Каждый маргинальный пучок каналов состоит из более чем 20 каналов; расстояние между передним дыхальцем и брахиальной пластиной более 34 мкм. Анальный бугорок (супраанальная пластинка) сокращенный, длина примерно равна ширине или шире, чем длина. Питаются соками растений.